# Nor-Am Cup 2000
La Nor-Am Cup 2000 fu la 25ª edizione della manifestazione organizzata dalla Federazione Internazionale Sci; iniziò il 14 novembre 1999 a Breckenridge, negli Stati Uniti, e si concluse il 19 marzo 2000 a Rossland, in Canada.
In campo maschile furono disputate 21 gare (4 discese libere, 4 supergiganti, 7 slalom giganti, 6 slalom speciali), in 7 diverse località. Lo statunitense Jakub Fiala si aggiudicò la classifica generale; il suo connazionale Brett Fischer vinse quella di discesa libera, il canadese Chad Mullen quella di supergigante e gli statunitensi Thomas Vonn ed Erik Schlopy rispettivamente quelle di slalom gigante e di slalom speciale. Il canadese Jeff Durand era il detentore uscente della Coppa generale.
In campo femminile furono disputate 22 gare (4 discese libere, 4 supergiganti, 7 slalom giganti, 7 slalom speciali), in 7 diverse località. La canadese Britt Janyk si aggiudicò la classifica generale; la sua connazionale Anne-Marie LeFrançois vinse quelle di discesa libera e di supergigante e le statunitensi Julia Mancuso e Sarah Schleper rispettivamente quelle di slalom gigante e di slalom speciale. La statunitense Alison Powers era la detentrice uscente della Coppa generale.

## Uomini

### Risultati
| Data             | Località        | Nazione     | Spec. | Primo               | Secondo                     | Terzo                      |
| ---------------- | --------------- | ----------- | ----- | ------------------- | --------------------------- | -------------------------- |
| 14 novembre 1999 | Breckenridge    | Stati Uniti | SL    | Benjamin Raich      | Didier Plaschy              | Rainer Schönfelder         |
| 15 novembre 1999 | Breckenridge    | Stati Uniti | SL    | Didier Plaschy      | Mitja Kunc                  | Angelo Weiss               |
| 3 gennaio 2000   | Hunter Mountain | Stati Uniti | SL    | Erik Schlopy        | Tom Rothrock                | Sacha Gros                 |
| 4 gennaio 2000   | Hunter Mountain | Stati Uniti | SL    | Bode Miller         | Erik Schlopy                | Drew Thorne-Thomsen        |
| 5 gennaio 2000   | Hunter Mountain | Stati Uniti | GS    | Thomas Vonn         | Casey Puckett               | Chip Knight                |
| 6 gennaio 2000   | Hunter Mountain | Stati Uniti | GS    | Casey Puckett       | Dane Spencer                | Marco Sullivan Thomas Vonn |
| 26 febbraio 2000 | Snowbasin       | Stati Uniti | DH    | Geoffrey Stephenson | David Anderson              | Chad Mullen                |
| 26 febbraio 2000 | Snowbasin       | Stati Uniti | DH    | Brett Fischer       | Travis Svensrud             | David Anderson             |
| 27 febbraio 2000 | Snowbasin       | Stati Uniti | SG    | Jakub Fiala         | Cameron Culbert Chad Mullen |                            |
| 27 febbraio 2000 | Snowbasin       | Stati Uniti | SG    | Mike Giannelli      | Stefan Overgaard            | Travis Svensrud            |
| 29 febbraio 2000 | Whistler        | Canada      | SG    | Jakub Fiala         | David Anderson              | Geoffrey Stephenson        |
| 5 marzo 2000     | Whistler        | Canada      | DH    | Brett Fischer       | Jeff Hume                   | Jakub Fiala                |
| 6 marzo 2000     | Whistler        | Canada      | DH    | Jakub Fiala         | Travis Svensrud             | Brett Fischer              |
| 6 marzo 2000     | Whistler        | Canada      | SG    | Chad Mullen         | Andre Horton                | Geoffrey Stephenson        |
| 9 marzo 2000     | Osler Bluffs    | Canada      | SL    | Alain Baxter        | John Moulder-Brown          | Ryan Semple                |
| 9 marzo 2000     | Osler Bluffs    | Canada      | SL    | Brad Hogan          | John Moulder-Brown          | Joshua Transue             |
| 13 marzo 2000    | Nakiska         | Canada      | GS    | Chip Knight         | Jeff Hume                   | Jakub Fiala                |
| 14 marzo 2000    | Nakiska         | Canada      | GS    | J. Andrew Martin    | Chip Knight                 | Jeff Hume                  |
| 17 marzo 2000    | Rossland        | Canada      | GS    | Thomas Vonn         | Dane Spencer                | Erik Schlopy               |
| 17 marzo 2000    | Rossland        | Canada      | GS    | Thomas Vonn         | Dane Spencer                | Bode Miller                |
| 19 marzo 2000    | Rossland        | Canada      | GS    | Thomas Vonn         | Casey Puckett               | Erik Schlopy               |

Legenda:

DH = discesa libera

SG = supergigante

GS = slalom gigante

SL = slalom speciale

### Classifiche

#### Generale
| Pos. | Nome                | Nazione     | Punti |
| ---- | ------------------- | ----------- | ----- |
| 1    | Jakub Fiala         | Stati Uniti | 628   |
| 2    | Cameron Culbert     | Canada      | 576   |
| 3    | Brett Fischer       | Stati Uniti | 575   |
| 4    | Jeff Hume           | Canada      | 509   |
| 5    | Thomas Vonn         | Stati Uniti | 460   |
| 6    | Chad Mullen         | Canada      | 438   |
| 7    | Geoffrey Stephenson | Stati Uniti | 429   |
| 8    | Travis Svensrud     | Stati Uniti | 426   |
| 9    | David Anderson      | Canada      | 422   |
| 10   | Chip Knight         | Stati Uniti | 408   |

#### Discesa libera
| Pos. | Nome                | Nazione     | Punti |
| ---- | ------------------- | ----------- | ----- |
| 1    | Brett Fischer       | Stati Uniti | 300   |
| 2    | David Anderson      | Canada      | 216   |
| 3    | Travis Svensrud     | Stati Uniti | 212   |
| 4    | Geoffrey Stephenson | Stati Uniti | 203   |
| 5    | Chad Mullen         | Canada      | 187   |

#### Supergigante
| Pos. | Nome             | Nazione     | Punti |
| ---- | ---------------- | ----------- | ----- |
| 1    | Chad Mullen      | Canada      | 251   |
| 2    | Jakub Fiala      | Stati Uniti | 240   |
| 3    | Cameron Culbert  | Canada      | 225   |
| 4    | Stefan Overgaard | Canada      | 188   |
| 5    | Travis Svensrud  | Stati Uniti | 186   |

#### Slalom gigante
| Pos. | Nome             | Nazione     | Punti |
| ---- | ---------------- | ----------- | ----- |
| 1    | Thomas Vonn      | Stati Uniti | 460   |
| 2    | Chip Knight      | Stati Uniti | 312   |
| 3    | Casey Puckett    | Stati Uniti | 300   |
| 4    | J. Andrew Martin | Stati Uniti | 293   |
| 5    | Dane Spencer     | Stati Uniti | 290   |

#### Slalom speciale
| Pos. | Nome               | Nazione     | Punti |
| ---- | ------------------ | ----------- | ----- |
| 1    | Erik Schlopy       | Stati Uniti | 230   |
| 2    | Tom Rothrock       | Stati Uniti | 188   |
| 3    | Didier Plaschy     | Svizzera    | 180   |
| 4    | John Moulder-Brown | Regno Unito | 160   |
| 5    | Brad Hogan         | Stati Uniti | 140   |

## Donne

### Risultati
| Data             | Località       | Nazione     | Spec. | Prima                 | Seconda               | Terza                 |
| ---------------- | -------------- | ----------- | ----- | --------------------- | --------------------- | --------------------- |
| 14 novembre 1999 | Breckenridge   | Stati Uniti | SL    | Christel Pascal       | Anja Pärson           | Alenka Dovžan         |
| 15 novembre 1999 | Breckenridge   | Stati Uniti | SL    | Špela Pretnar         | Christel Pascal       | Alenka Dovžan         |
| 22 novembre 1999 | Breckenridge   | Stati Uniti | GS    | Karen Putzer          | Tina Maze             | Simone Behringer      |
| 23 novembre 1999 | Breckenridge   | Stati Uniti | GS    | Simone Behringer      | Julia Mancuso         | Nicole Gius           |
| 17 dicembre 1999 | Mont-Tremblant | Canada      | GS    | Kristina Koznick      | Britt Janyk           | Julia Mancuso         |
| 17 dicembre 1999 | Mont-Tremblant | Canada      | GS    | Julia Mancuso         | Britt Janyk           | Courtney Strait       |
| 18 dicembre 1999 | Mont-Tremblant | Canada      | SL    | Sarah Schleper        | Lindsey Vonn          | Caroline Lalive       |
| 19 dicembre 1999 | Mont-Tremblant | Canada      | SL    | Tasha Nelson          | Lindsey Vonn          | Anna Prchal           |
| 2 febbraio 2000  | Big Mountain   | Stati Uniti | SG    | Alison Powers         | Anne-Marie LeFrançois | Kelly Stempihar       |
| 4 febbraio 2000  | Big Mountain   | Stati Uniti | DH    | Anne-Marie LeFrançois | Julia Mancuso         | Lindsey Vonn          |
| 4 febbraio 2000  | Big Mountain   | Stati Uniti | DH    | Alison Powers         | Anne-Marie LeFrançois | Lindsey Vonn          |
| 7 febbraio 2000  | Deer Valley    | Stati Uniti | SL    | Kristina Koznick      | Sarah Schleper        | Tasha Nelson          |
| 8 febbraio 2000  | Deer Valley    | Stati Uniti | SL    | Emily Brydon          | Kateřina Tichý        | Geneviève Simard      |
| 9 febbraio 2000  | Park City      | Stati Uniti | GS    | Britt Janyk           | Julia Mancuso         | Patrizia Auer         |
| 10 febbraio 2000 | Park City      | Stati Uniti | GS    | Julia Mancuso         | Julie Langevin        | Patrizia Auer         |
| 29 febbraio 2000 | Whistler       | Canada      | SG    | Anne-Marie LeFrançois | Allison Forsyth       | Britt Janyk           |
| 5 marzo 2000     | Whistler       | Canada      | DH    | Emily Brydon          | Anne-Marie LeFrançois | Britt Janyk           |
| 6 marzo 2000     | Whistler       | Canada      | DH    | Emily Brydon          | Britt Janyk           | Sara-Maude Boucher    |
| 7 marzo 2000     | Whistler       | Canada      | SG    | Emily Brydon          | Britt Janyk           | Anne-Marie LeFrançois |
| 7 marzo 2000     | Whistler       | Canada      | SG    | Emily Brydon          | Britt Janyk           | Anne-Marie LeFrançois |
| 18 marzo 2000    | Rossland       | Canada      | GS    | Britt Janyk           | Tatum Skoglund        | Emily Brydon          |
| 19 marzo 2000    | Rossland       | Canada      | SL    | Emily Brydon          | Tasha Nelson          | Anna Prchal           |

Legenda:

DH = discesa libera

SG = supergigante

GS = slalom gigante

SL = slalom speciale

### Classifiche

#### Generale
| Pos. | Nome                  | Nazione     | Punti |
| ---- | --------------------- | ----------- | ----- |
| 1    | Britt Janyk           | Canada      | 799   |
| 2    | Julia Mancuso         | Stati Uniti | 714   |
| 3    | Emily Brydon          | Canada      | 705   |
| 4    | Anne-Marie LeFrançois | Canada      | 646   |
| 5    | Lindsey Vonn          | Stati Uniti | 522   |
| 6    | Sarah Schleper        | Stati Uniti | 363   |
| 7    | Anna Prchal           | Canada      | 343   |
| 8    | Hilary McCloy         | Stati Uniti | 341   |
| 9    | Kateřina Tichý        | Canada      | 323   |
| 10   | Kristina Koznick      | Stati Uniti | 318   |

#### Discesa libera
| Pos. | Nome                  | Nazione     | Punti |
| ---- | --------------------- | ----------- | ----- |
| 1    | Anne-Marie LeFrançois | Canada      | 260   |
| 2    | Lindsey Vonn          | Stati Uniti | 215   |
| 3    | Emily Brydon          | Canada      | 200   |
| 4    | Molly Russell         | Stati Uniti | 153   |
| 5    | Alison Powers         | Stati Uniti | 150   |

#### Supergigante
| Pos. | Nome                  | Nazione     | Punti |
| ---- | --------------------- | ----------- | ----- |
| 1    | Anne-Marie LeFrançois | Canada      | 300   |
| 2    | Britt Janyk           | Canada      | 220   |
| 3    | Emily Brydon          | Canada      | 200   |
| 4    | Danielle Bird         | Canada      | 139   |
| 5    | Hilary McCloy         | Stati Uniti | 124   |

#### Slalom gigante
| Pos. | Nome             | Nazione     | Punti |
| ---- | ---------------- | ----------- | ----- |
| 1    | Julia Mancuso    | Stati Uniti | 475   |
| 2    | Britt Janyk      | Canada      | 360   |
| 3    | Tove Pashkowski  | Stati Uniti | 193   |
| 4    | Kristina Koznick | Stati Uniti | 182   |
| 5    | Courtney Strait  | Stati Uniti | 167   |

#### Slalom speciale
| Pos. | Nome           | Nazione     | Punti |
| ---- | -------------- | ----------- | ----- |
| 1    | Sarah Schleper | Stati Uniti | 251   |
| 2    | Kateřina Tichý | Canada      | 248   |
| 3    | Emily Brydon   | Canada      | 245   |
| 4    | Tasha Nelson   | Stati Uniti | 240   |
| 5    | Lindsey Vonn   | Stati Uniti | 207   |